# Cephaloon ornatum
Cephaloon ornatum is een keversoort uit de familie Stenotrachelidae. De wetenschappelijke naam van de soort is voor het eerst geldig gepubliceerd in 1897 door Casey.